# نيكون دي 7100
نيكون دي 7100 (بالإنجليزية: Nikon D7100)‏ كاميرا احترافية من إنتاج شركة نيكون 24.1 ميجا بيكسل وقد طرحت في السوق في 21 فبراير 2013  وأعقبها موديل نيكون دي 7200

## تفاصيل
تملك الكاميرا مستشعر APS-C “DX” كما أنها بدقة 24.1 ميجابيكسل وحساسية الضوء من 100 إلى 25600 كما أنه تم تحسين التقليل من التشويش وتملك نفس معالج الصور EXPEED 3 الموجود في الكاميرا D4 وتصوير بوضعية 6 إطارات في الثانية وتصوير على وضعية الخام 12 و 14 بت بتنسيق RAW ويمكنها تصوير فيديو بدقة وبسرعة 1080/60i أو 50 إطار في الثانية أو 1080 30/25/24p إطار في الثانية وبشاشة 3.2 إنش بتقنية LCD وبمنظار رقمي OLED . موعد الإصدار نهاية شهر مارس والسعر 1200 دولار أمريكي أو 1600 دولار أمريكي بعدسة إضافية 18-105 ملم.
1. ↑  من موقع نيكون نسخة محفوظة 19 يوليو 2017 على موقع واي باك مشين.
2. ↑  الكاميرا الإحترافية الجديدة NIKON D7100 نسخة محفوظة 10 أغسطس 2014 على موقع واي باك مشين.
3. ↑  nikon-d7100 نسخة محفوظة 25 أبريل 2013 على موقع واي باك مشين.